# Руссо, Джанни
Джанни Вито Руссо (англ. Gianni Vito Russo) (род. 12 декабря 1943) — американский актёр и певец. Наибольшую известность получил за роль Карло Рицци в фильме «Крёстный отец».
Родился в Манхэттене, вырос в маленькой Италии и на Статен-Айленде. После исполнения роли Карло Рицци в обеих частях фильма «Крёстный отец» снялся более чем в 46 фильмах включая Goodnight, My Love (1972), Lepke (1975, в роли Альберт Анастазия), Лазерный взрыв (1978), Шансы есть (1989), Первокурсник (1990), Side Out (1990), Another You (1991), Супербратья Марио (1993), Каждое воскресенье (фильм, 1999) (1999) и Фаворит (2003).
Руссо заявляет, что подростком был связан с организованной преступностью, работал как мальчик на побегушках и помощником Фрэнка Костелло, но отошёл от этой сферы из-за опасного образа жизни, связанного с насилием.
После начала актёрской карьеры Руссо годами владел рестораном в Лас-Вегасе (Gianni Russo's State Street) по адресу 2570 State Street на бульваре Лас-Вегас-Стрип (закрыт в 1988 году). Федеральные власти 23 раза безуспешно выдвигали против него обвинения в связях с организованной преступностью.
В 1988 году Руссо в ночном клубе Лас-Вегаса попытался остановить человека, пристававшего к начальнице, но тот вонзил в него разбитую бутылку шампанского. Руссо достал оружие и дважды выстрелил в голову обидчику. Разрешение на владение оружия у Руссо было. Убитый был 30-летним кубинцем. Против Руссо не выдвигали обвинение в убийстве, в управлении окружного прокурора его поступок сочли необходимой самообороной.
Руссо также известен как певец, в 2004 году он выпустил диск CD под названием Reflections, посвящённый Дину Мартину и Фрэнку Синатре.
Ему принадлежит винный бренд Gianni Russo Wines, производство началось в 2009 году.
В 2019 году он опубликовал свои воспоминания Hollywood Godfather: My Life in the Movies and the Mob. Там он пишет, что был другом и любовником Мэрилин Монро и в возрасте 16 лет лишился целомудрия с 33-летней Монро.

## Фильмография
| Фильм | Фильм                   | Фильм                            | Фильм      |
| Год   | Фильм                   | Роль                             | Примечания |
| ----- | ----------------------- | -------------------------------- | ---------- |
| 1972  | Крёстный отец           | Карло Рицци                      |            |
| 1974  | Крёстный отец 2         | Карло Рицци                      |            |
| 1975  | Грубость                | Сальваторе Маннино               |            |
| 1975  | Lepke                   | Альберт Анастазия                |            |
| 1975  | Четыре двойки           | Чип Мороно                       |            |
| 1978  | Лазерный взрыв          | Tony Craig                       |            |
| 1979  | Winter Kills            | Co-Pilot                         |            |
| 1989  | Шансы есть              | Anthony Bonino                   |            |
| 1990  | Side Out                | Dick Sydney                      |            |
| 1990  | Первокурсник            | Maitre D' Gourmet Club           |            |
| 1991  | Во имя справедливости   | Сэмми                            |            |
| 1991  | Another You             | Carlos                           |            |
| 1992  | Оставайтесь с нами      | Guido                            |            |
| 1993  | Супербратья Марио       | Энтони Скапелли                  |            |
| 1996  | Стриптиз                | Willy Rojo                       |            |
| 1998  | Circles                 | Howard Thomas as Jeremy's father |            |
| 1999  | Каждое воскресенье      | Christina's Advisor              |            |
| 2000  | Семьянин                | ник                              |            |
| 2000  | Rope Art                | Sen. Bob Krause                  |            |
| 2001  | 3000 миль до Грейсленда | Money Cart Guard                 |            |
| 2001  | Гарвардская тусовка     | Эндрю Бандолини                  |            |
| 2001  | Час пик 2               | Red Dragon Pit Boss              |            |
| 2002  | Красный дракон          | Newsie                           |            |
| 2003  | Фаворит                 | Alberto Gianini                  |            |
| 2004  | После заката            | Clippers Fan                     |            |
| 2005  | Meet the Mobsters       | Paul                             |            |
| 2013  | Send No Flowers         | Johnny Pisano                    |            |